# Telefon (film 1977)
Telefon – amerykański film sensacyjny z 1977 roku na podstawie powieści Waltera Wagera.

## Główne role
- Charles Bronson – Major Grigorij Borzow
- Lee Remick – Barbara
- Donald Pleasence – Mikołaj Dalczimski
- Tyne Daly – Dorothy Putterman
- Alan Badel – Pułkownik Malczenko
- Patrick Magee – Generał Strelski
- Sheree North – Marie Wills
- Frank Marth – Harley Sandburg
- Helen Page Camp – Emma Stark
- Roy Jenson – Doug Stark
- Jacqueline Scott – Pani Hassler
- Ed Bakey – Carl Hassler
- John Mitchum – Harry Bascom
- Iggie Wolfington – Ojciec Stuart Diller
- Hank Brandt – William Enders

## Fabuła
Lata 70. Mikołaj Dalczimski, agent KGB, posiada listę "uśpionych" agentów radzieckich na terenie USA. Postanawia to wykorzystać dla siebie. Podczas hipnozy przekazuje agentom zadanie przeprowadzenia kilku zamachów bombowych. O swoim zadaniu przypomną sobie, gdy przez telefon zostanie zacytowany fragment poematu Roberta Frosta. Najpierw mechanik samochodowy wysadza magazyn broni amerykańskiej, pilot przeprowadza atak samobójczy na centralę łączności marynarki wojennej, a potem fryzjerka podpala magazyn paliw dla lotnictwa. Związek Radziecki nie zamierza przekazać rządowi USA informacji na temat szaleńca, więc wysyłają do USA swojego człowieka, majora Borzowa, by powstrzymał szaleńca. Oficer przybywa do USA i zaczyna przeprowadzać rozmowy.  Pomaga mu w tym poznana w USA Barbara.